# 蘭陽號巡防艦
蘭陽號飛彈巡防艦（舷號：FFG-935），為濟陽級巡防艦的四號艦，為中華民國海軍在1990年代初向美國海軍租借之諾克斯級巡防艦約瑟夫·赫韋斯號經過後續改良而成，隸屬海軍一六八艦隊。理論上雖然有租約到期問題，實務上有簽訂租約簽訂若干年後可以買斷方式處理的條款，所謂的租約只是避免政治衝擊的一種折衷作法，目前的蘭陽號屬於中華民國財產，同樣的手段在中和級戰車登陸艦的取得上也如出一轍。蘭陽艦的設計以遠洋反潛能力著稱，因此母港設於蘇澳港，在中華民國海軍服役以來主要負擔台灣東北部至東部海域的巡防任務。
由於原型諾克斯級是種以專業反潛艦為設計導向的艦艇，不可避免地得犧牲掉一些功能，尤其防空武力為甚，僅有一門Mk 42 127毫米54倍徑艦炮與一座MK 15 方陣近迫武器系統充當自衛之用。在配備武進三型戰鬥系統的陽字號驅逐艦除役後，中華民國海軍將武三系統及標準一型飛彈重新安裝到蘭陽軍艦上，彌補對空能力之不足，並在定期保養時完成改裝。
濟陽級是中華民國海軍唯一同時配備大型低頻聲納及拖曳聲納陣列之艦種，完整反潛機能無出其右，目前美軍也找不到具備同等機能的相等噸位艦種取代。

## 艦史
1994年6月30日美國將約瑟夫·赫韋斯號移交中華民國海軍，1995年8月4日蘭陽軍艦正式服役。
2006年蘭陽軍艦完成「武三化」工程改裝。
在2017年尼莎颱風侵台期間，停泊於基隆港的淮陽號、蘭陽號在中華民國海軍和海巡官兵的協助下，使其不至因風浪受損。但沒想到停泊在兩艦後方的民間渡輪「麗娜輪」因風浪過大造成捆繩斷裂，漂至前方撞擊到淮陽號和蘭陽號，兩艦舷尾受損，直升機坪的欄杆斷裂、舷尾雷達偵測線斷裂，由中華民國海軍和台船檢視評估後，至少需要兩個月才能完成修復，修理費約在新台幣百萬元，中華民國海軍決定依國防部指示，向渡輪公司索償。
2019年3月1日約16時時於蘇澳船廠乾塢實施大修外包工程時發生火警，宜蘭縣政府消防局隨後獲報，派遣馬賽及蘇澳分隊6車42人前往灌救，抵達時火勢已撲滅只剩陣陣白煙，經處理後無礙，火勢於18時5分撲滅。；中華民國海軍當晚發佈新聞稿表示：蘭陽艦在下午4時25分因外包廠商執行船底燒焊工程時溫度過高，造成爐艙控制室大量冒煙；艦上安全值更人員發現後立即回報，艦上隨即展開消防與損害管制，至下午4時50分已完全控制，經檢查人員及主要裝備都正常，部分輔助裝備大修期間即可修復。
2025年1月3日在高雄海域實施近海巡航，為最後一次起動鍋爐進行巡航，這次巡航後航進高雄新濱碼頭，準備除役進行儀式。由於艦齡老舊，經整體評估認為全艦戰力已不符合當前作戰需求，海軍在2025年1月23日為蘭陽艦舉行除役儀式。

## 圖庫

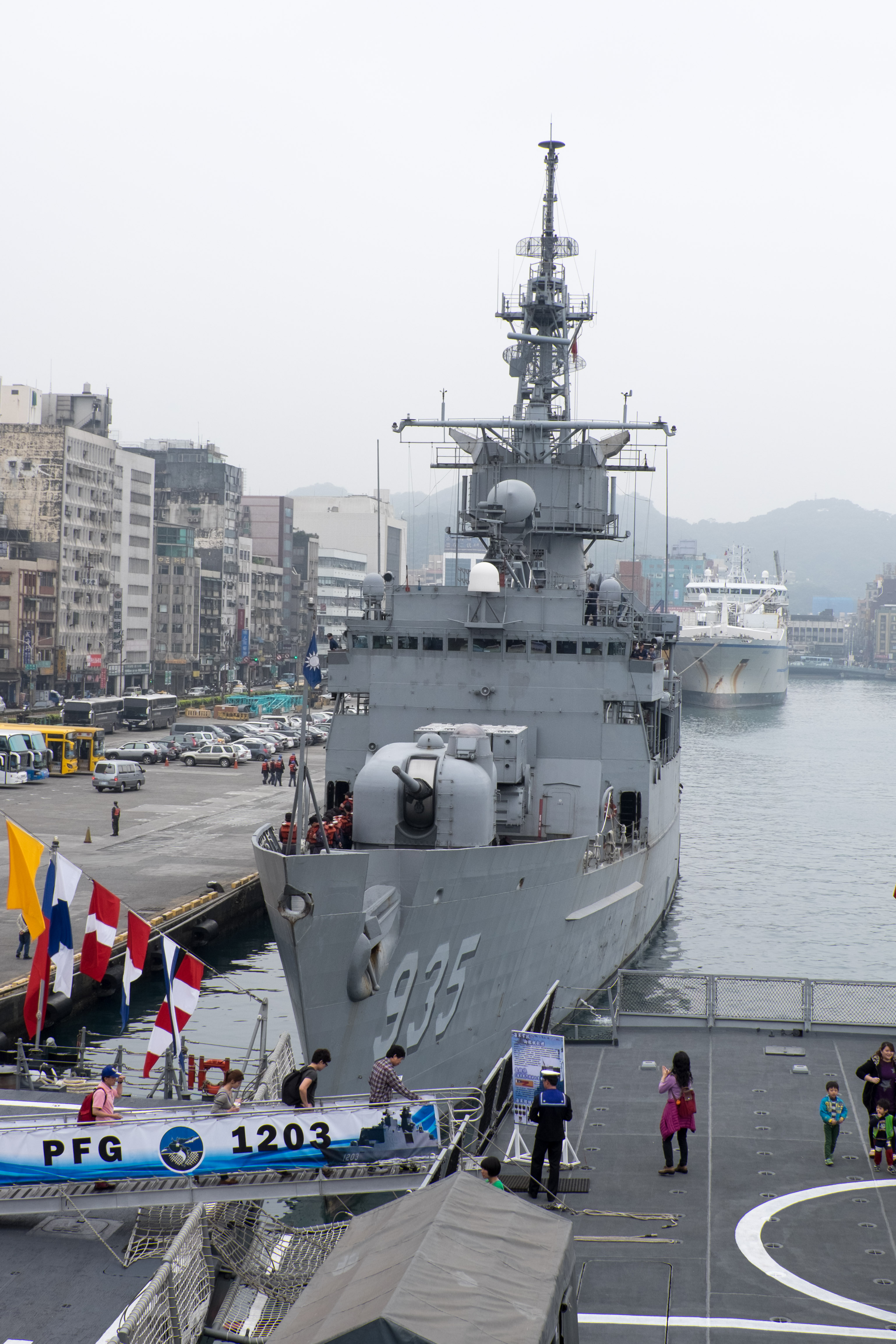
西寧軍艦（PFG-1203）上甲板南望基隆港東4號碼頭的蘭陽軍艦
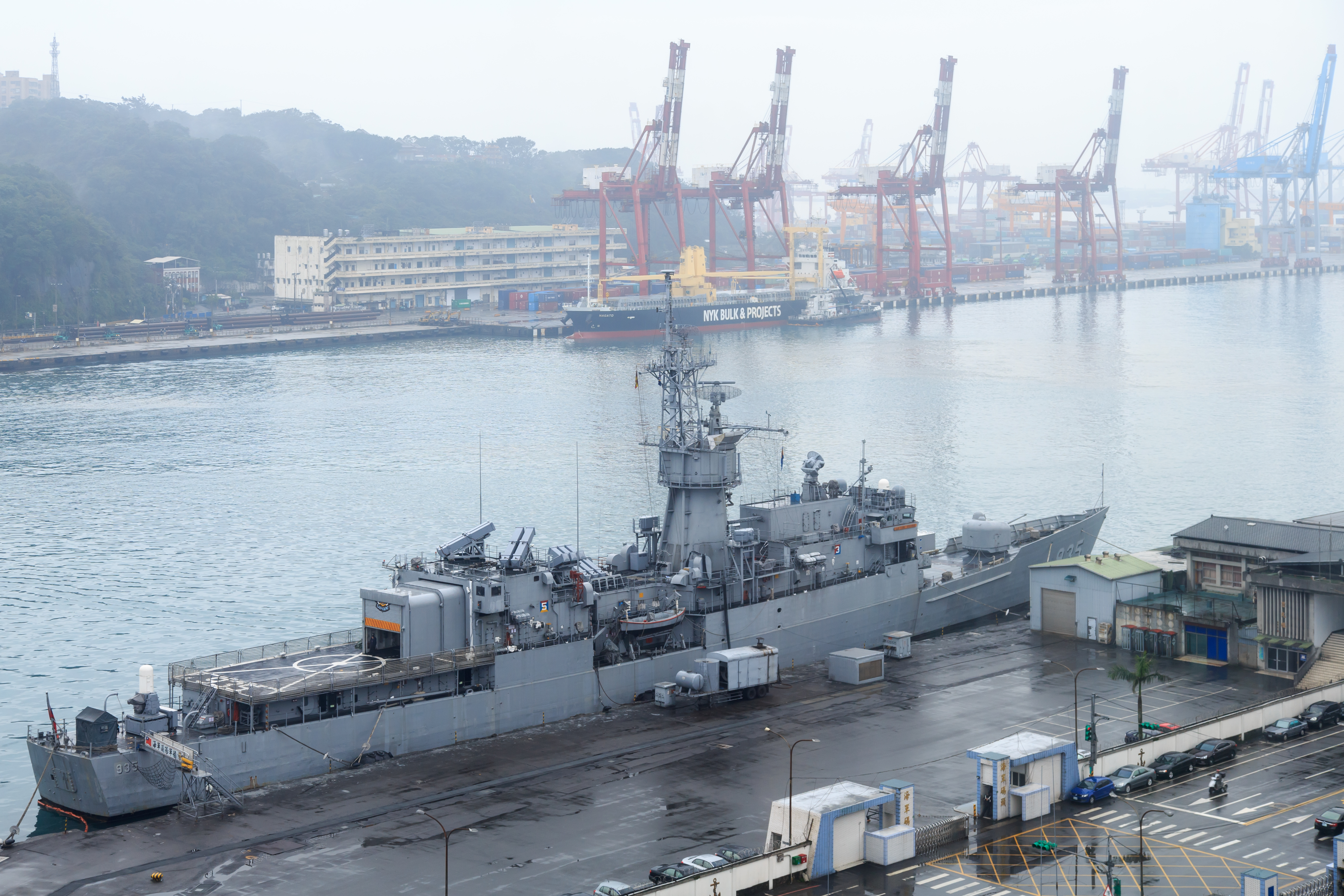
靠泊基隆港的蘭陽軍艦，2016年攝
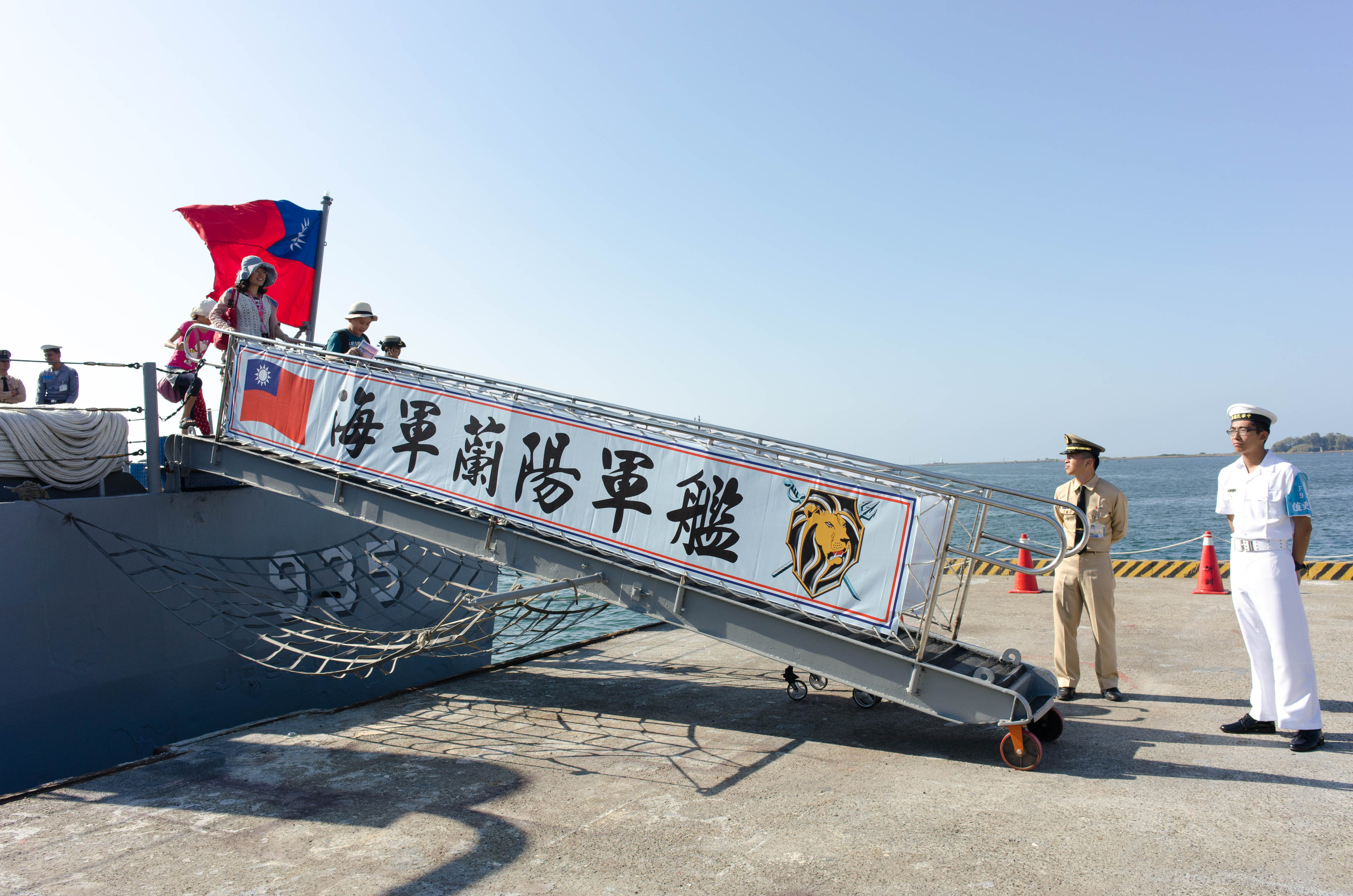
2014年左營軍港營區開放活動，架設梯口供參觀完畢遊客離艦的蘭陽軍艦左舷艦尾舷門
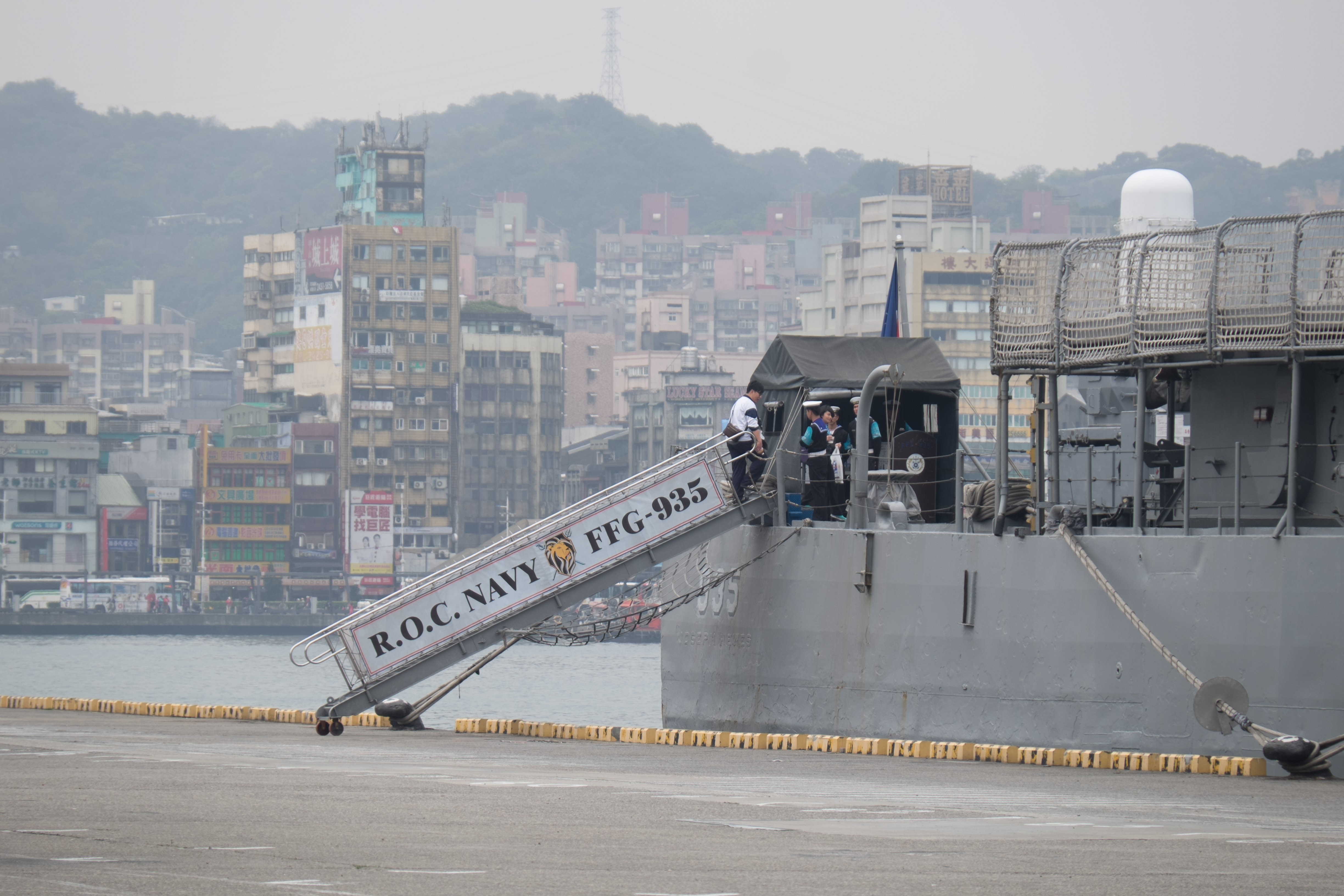
基隆港出港前夕的蘭陽軍艦右舷艦尾舷門
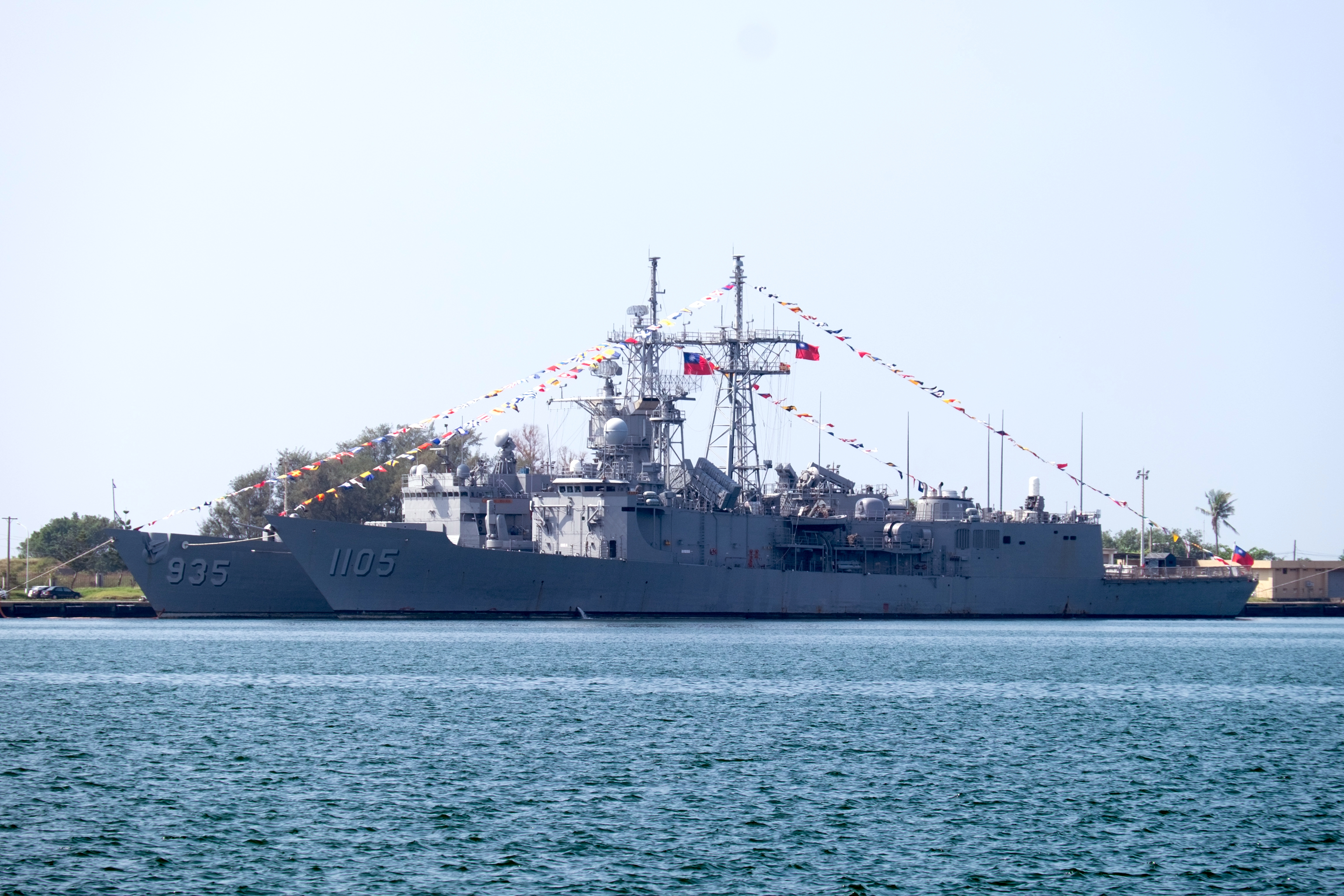
停泊左營軍港的成功級巡防艦繼光軍艦（PFG2-1105）與蘭陽軍艦，攝於2015年營區開放活動
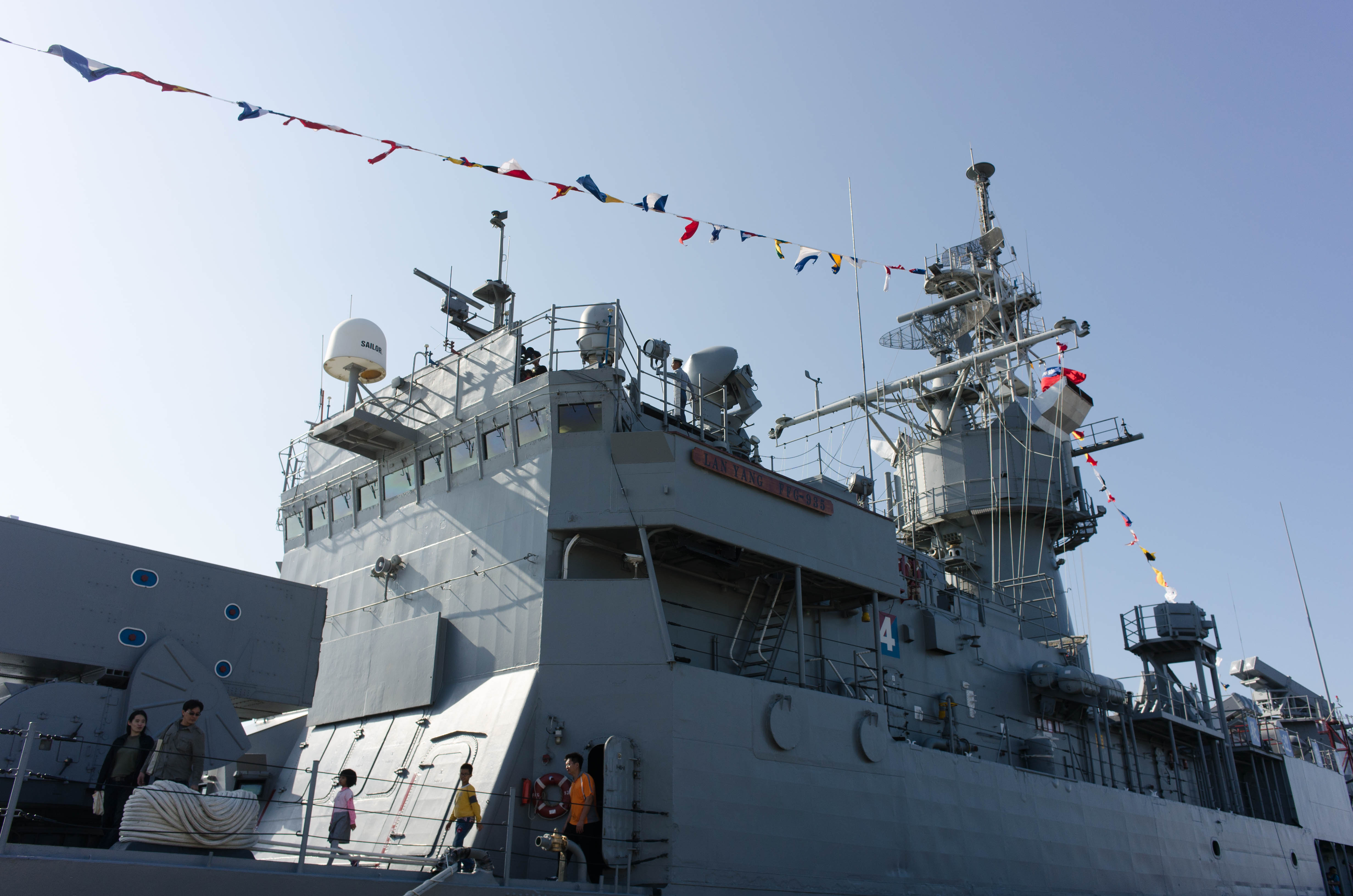
從東三號碼頭仰望蘭陽軍艦艦橋左前方，攝於2014年左營軍港營區開放活動
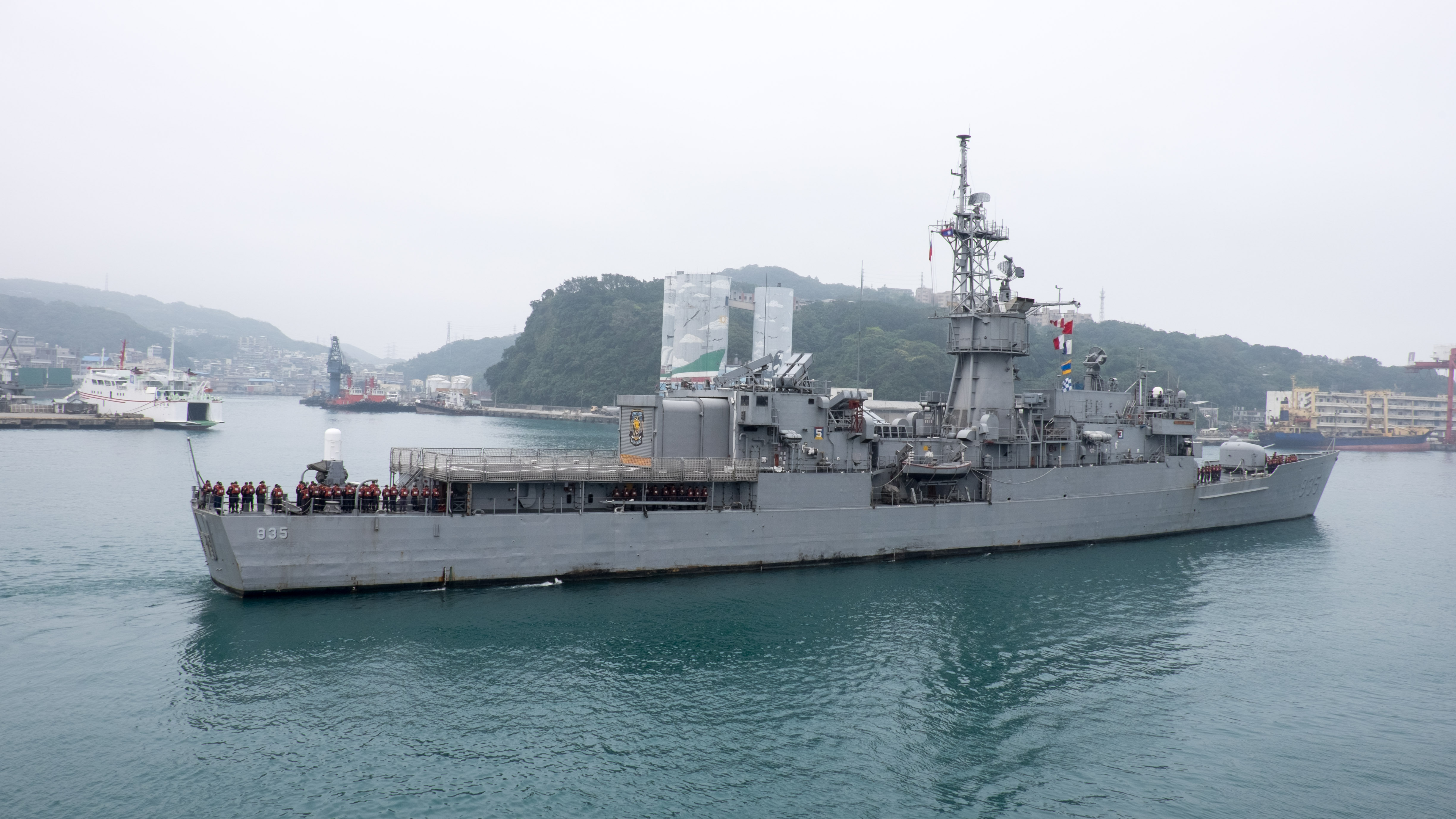
基隆港出港中蘭陽軍艦
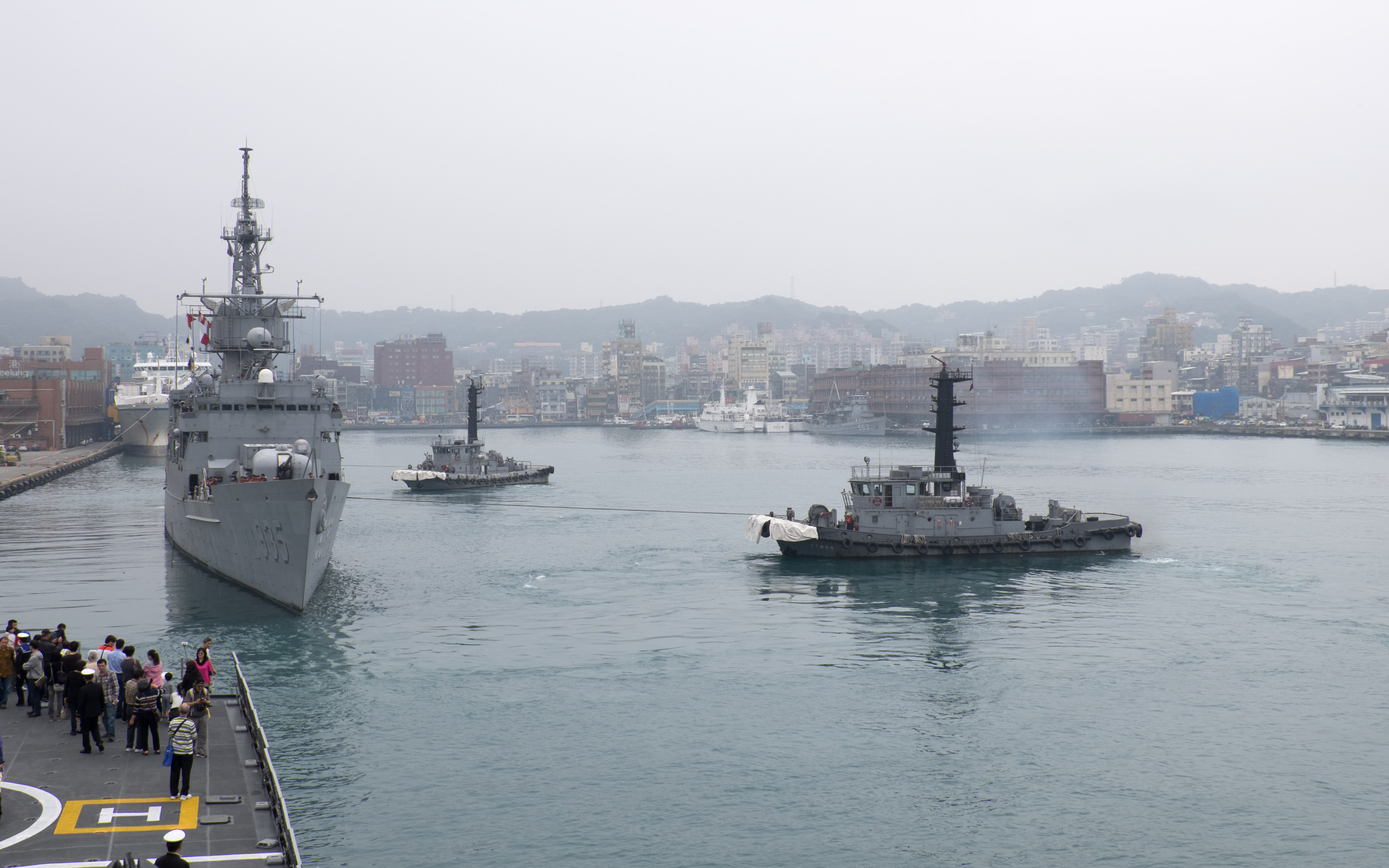
由海軍港務拖船YTB55（前）、YTL49（後）協助，從基隆港東4號碼頭離岸的蘭陽軍艦
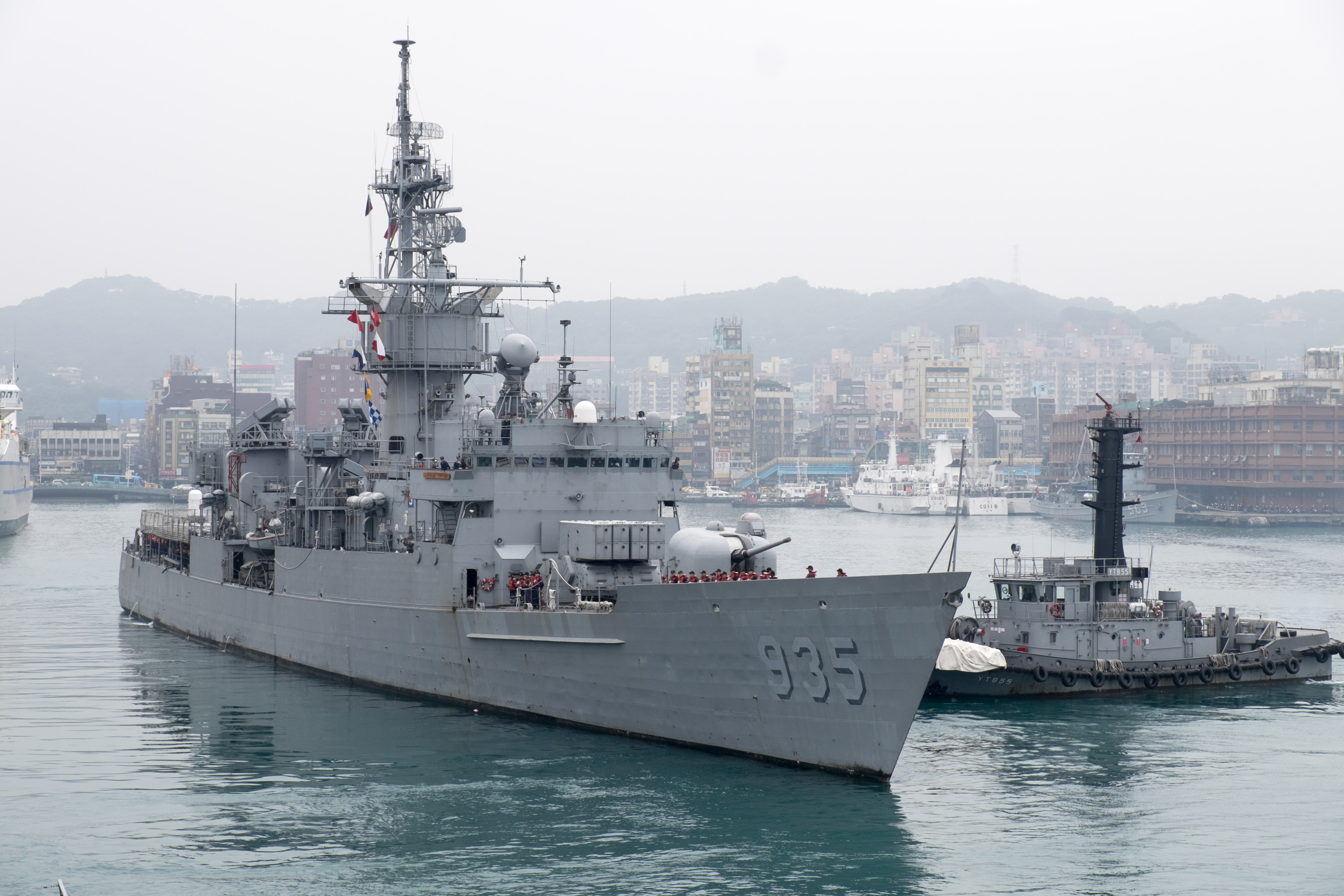
由海軍港務拖船協助，從基隆港東4號碼頭離岸的蘭陽軍艦
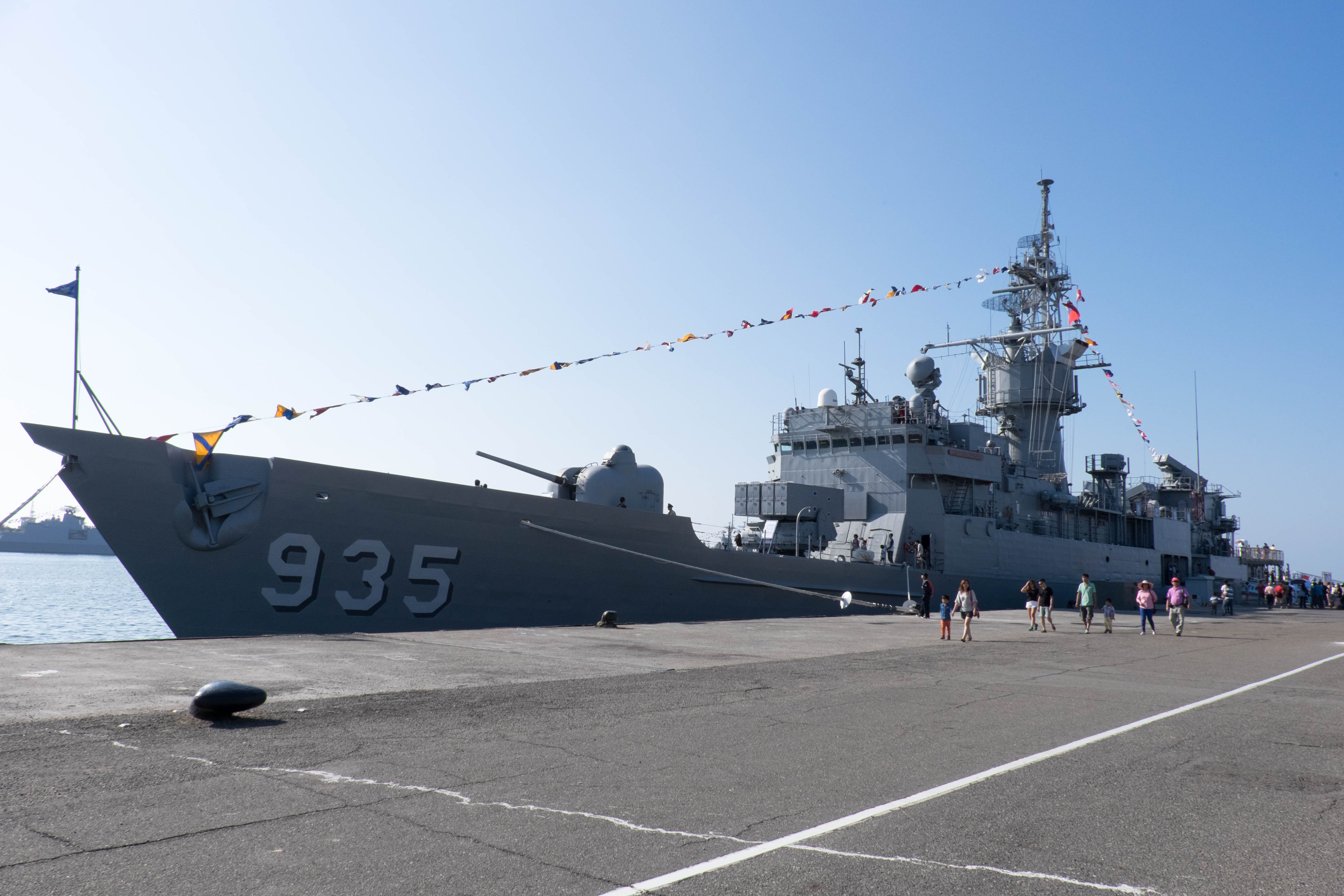
2014年左營軍港營區開放活動，東三號碼頭開放參觀的蘭陽軍艦
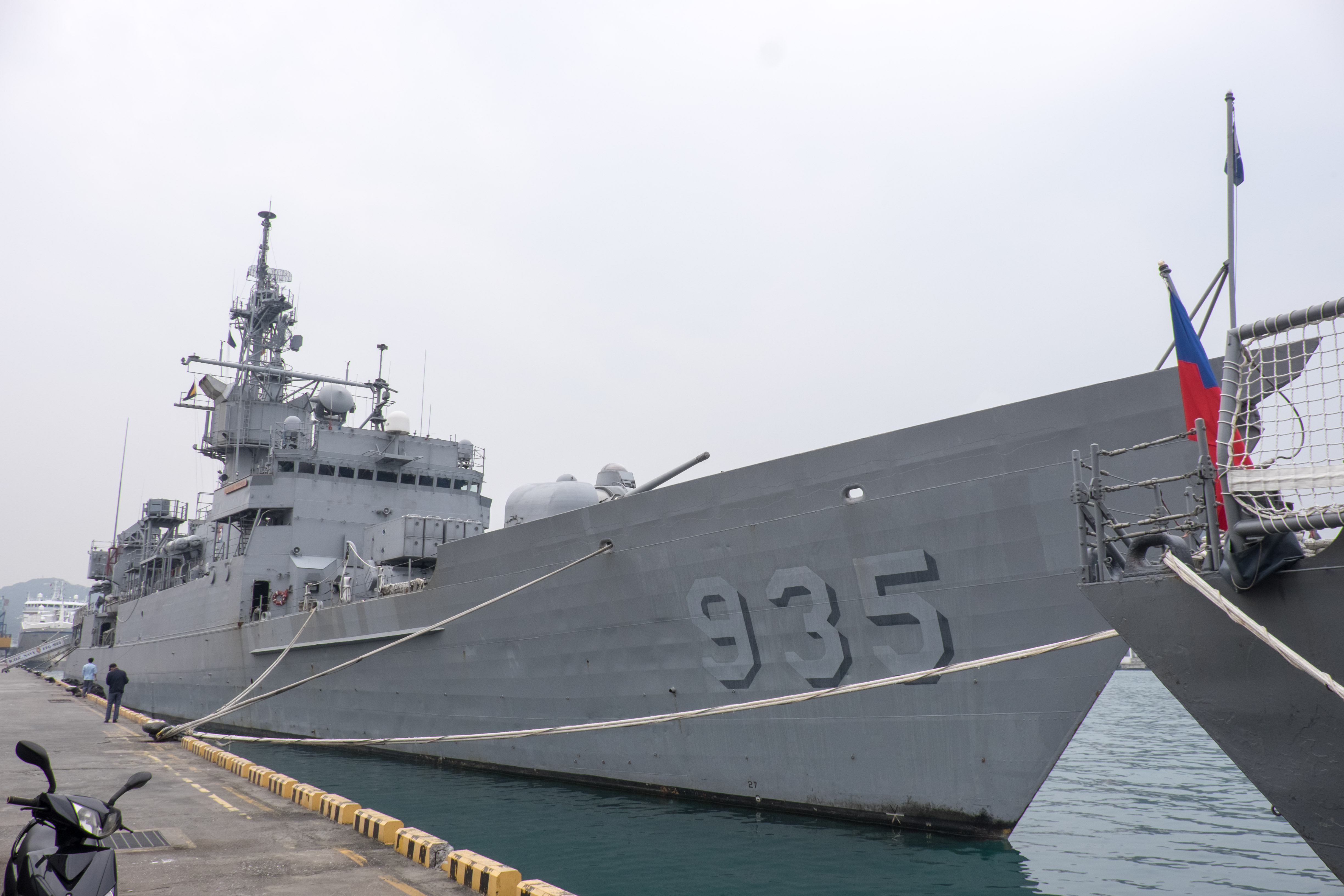
停泊於基隆港東四號碼頭的蘭陽軍艦艦首特寫
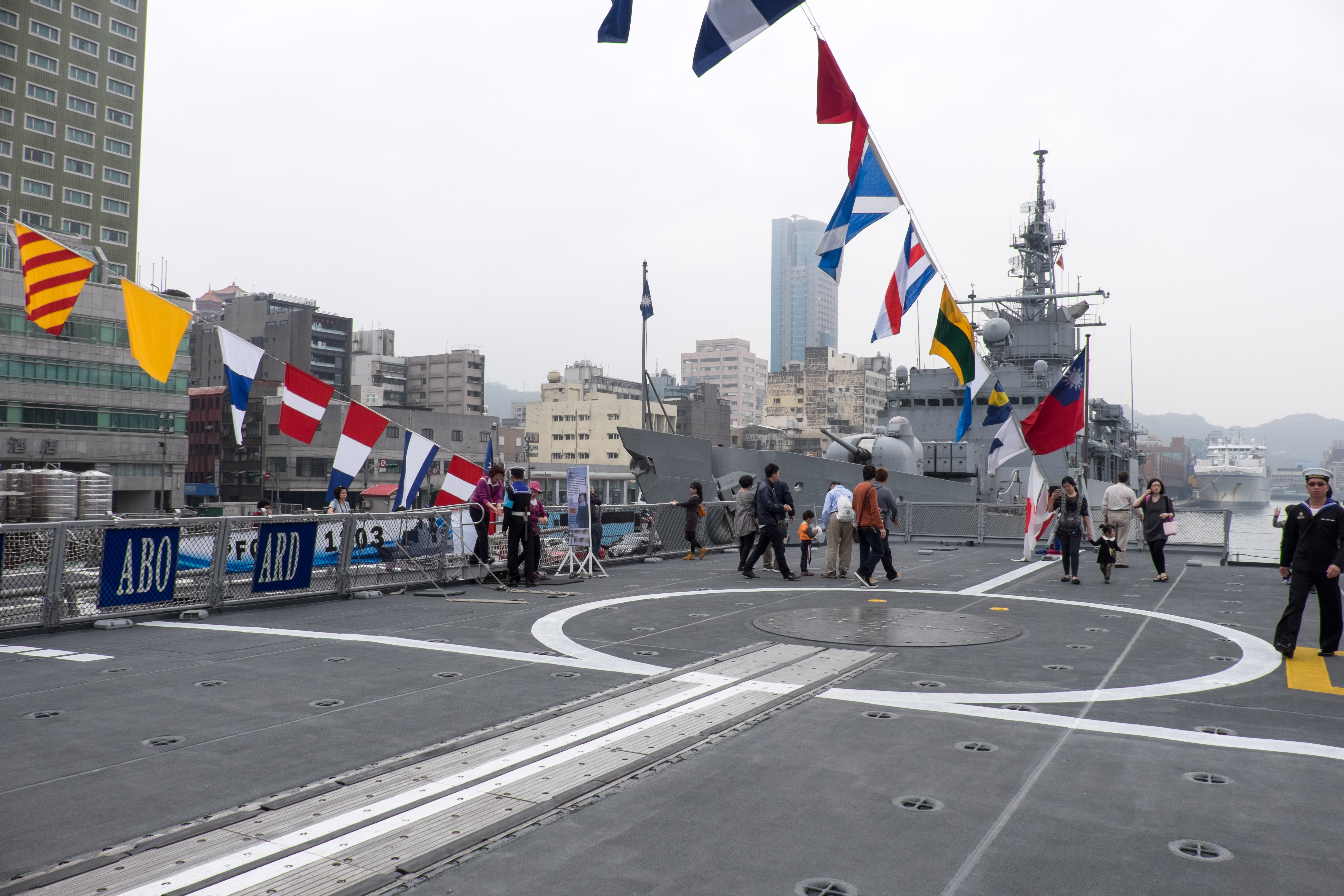
遊客從班超軍艦（PFG2-1108）艦尾進入西寧軍艦（PFG-1203）直昇機甲板，後方是蘭陽軍艦，遠方東一號碼頭是電纜敷設船Durable
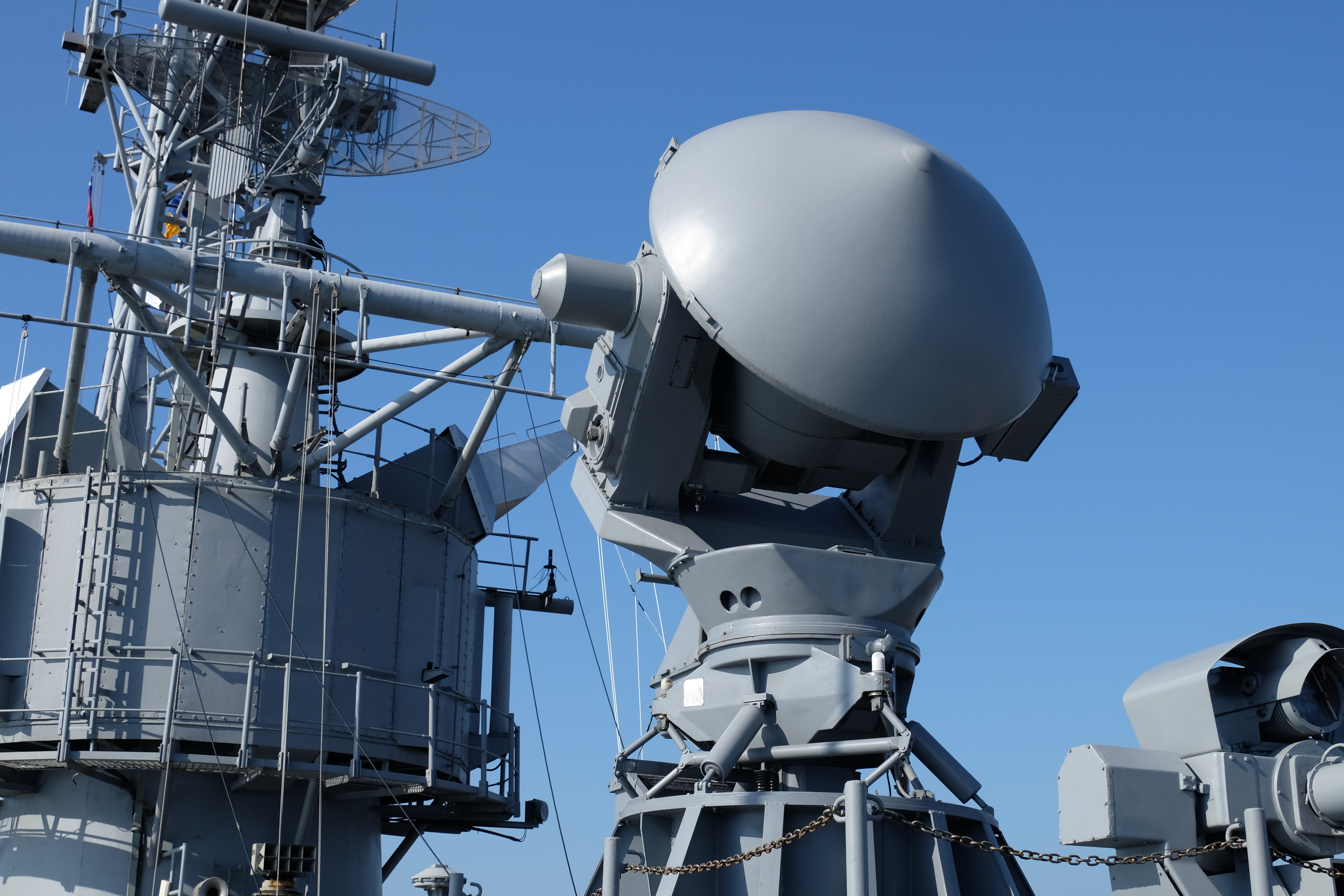
蘭陽艦（FFG-935）艦橋後方最上甲板搭載的STIR-180照明雷達與EO光電指揮儀，後方主桅上的大型網狀天線是AN-SPS-10V水面搜索雷達。攝於2014年左營軍港營區開放活動。

## 資料來源
1. 1 2 3 4 5 6  . 上報快訊. 2019年5月30日  [2019年5月30日]. （原始内容存档于2021年3月10日）.
2. ↑  今日新聞. . 今日傳媒. 2014-07-08  [2014-07-08]. （原始内容存档于2014-07-12） （中文（臺灣））.
3. ↑  美售台軍艦案 美媒關注 （页面存档备份，存于），聯合新聞網，2014年12月20日
4. ↑  採購另兩艘舊派里 海軍鬆口會審慎考量 （页面存档备份，存于），聯合新聞網，2014年12月20日
5. ↑  記者洪哲政. . 聯合報. 2025-01-04  [2025-01-04]. （原始内容存档于2025-01-04） （中文（臺灣））.
6. ↑  記者羅添斌. . 自由時報. 2025-01-04  [2025-01-04]. （原始内容存档于2025-01-04） （中文（臺灣））.
7. ↑  縱橫大洋55年、航行81萬餘公里 海軍蘭陽軍艦今低調除役
8. . 中央通訊社. 2013年2月16日  [2013年8月21日]. （原始内容存档于2013年3月26日） （中文（臺灣））.

## 外部連結
- （繁體中文）中華民國海軍>>軍艦艦史>>現役軍艦>>濟陽級飛彈巡防艦[]